# Mydło marynarskie
Mydło marynarskie – rodzaj mydła mającego zdolność do pienienia się w wodzie morskiej. Wyrabia się go z oleju kokosowego poprzez jego zmydlanie wodorotlenkiem sodowym.
Składnikami sąkwasy tłuszczowe – 50%
wodorotlenek sodu – 0,5%
węglany alkaliczne – 3,5%
substancje wypełniające w postaci szkła wodnego i chlorku sodu.
Mydło to charakteryzuje się dość dużą twardością, jest jasnej barwy i posiada łagodny zapach.